# Veruanus oldenbergi
Veruanus oldenbergi är en tvåvingeart som först beskrevs av Schmitz 1919.  Veruanus oldenbergi ingår i släktet Veruanus och familjen puckelflugor. Arten är reproducerande i Sverige. Inga underarter finns listade i Catalogue of Life.